# Mehrkampf-Länderkampf der Männer/Frauen/U21-Junioren/U21-Juniorinnen 1992 Deutschland – Frankreich – Russland – Schweiz
| 4. Leichtathletik-Länderkampf mit deutscher Beteiligung 1992                                                    | 4. Leichtathletik-Länderkampf mit deutscher Beteiligung 1992                                 |
| --- | -------------------------------------------------------------------------------------------- |
| |                                                                                              |
| Mehrkampfvergleich der Männer/Frauen/U21-Junioren/U21-Juniorinnen Schweiz – Deutschland – Frankreich – Russland |                                                                                              |
| Austragungsort                                                                                                  | St. Gallen-Balgach                                                                           |
| Wettbewerbe | Männer: 1 / U21-Jun.: 1 Frauen: 1 / U21-Jun-in.: 1                                           |
| Datum | 25./26. Juli                                                                                 |
| 1. GER 2. RUS 3. FRA 4. SUI                                                                                     | 67.740 Punkte 66.130 Punkte 63.190 Punkte 60.130 Punkte                                      |
| 00Teilwertung Männer/ 00000000U-21Junioren                                                                      | 1. GER00038.147 Punkte 2. RUS00037.272 Punkte 3. FRA00036.691 Punkte 4. SUI000034.807 Punkte |
| 00Teilwertung Frauen/ 00000000U-21Juniorinnen                                                                   | 1. GER00029.593 Punkte 2. RUS00028.857 Punkte 3. FRA00026.499 Punkte 4. SUI000025.323 Punkte |
| Chronik |                                                                                              |
| ← GER-GUS-GBR U22 (M/F)                                                                                         | erster LK 1993:00 GER-BLR-FRA-GBR-00 ITA-MEX-POL-RUS-SVK-00 SWE-ESP00Geher (M+F) →           |

Den vierten und letzten Vergleich des Länderkampfjahres 1992 bestritten die deutschen Mehrkämpfer, die am 25./26. Juli in Balgach, einem Ortsteil der Schweizer Stadt St. Gallen, auf Frankreich, Russland und die Schweiz trafen. Dieser letzte Saisonvergleich fand ebenfalls in gemeinsamer Wertung der Frauen und Männer statt. Dabei traten je Nation mit den Männern, Frauen, U21-Junioren und U21-Juniorinnen insgesamt vier Mannschaften an. Es gab zwei Teilwertungen, eine für die männlichen, die andere für die weiblichen Teams.

## Modus
Die jeweils fünf besten Athleten der einzelnen Teams gingen mit der Addition ihrer Punktzahlen in die Wertung ein. Allerdings bleibt unklar, inwieweit die Ergebnisse der U21-Junioren mit in die Männerwertung bzw. die der U21-Juniorinnen mit in die Frauenwertung eingehen. Zur Teilnehmerzahl je Land gibt es keine Angaben. In den Einzelresultaten sind nur die ersten Acht sowie die weiteren deutschen Teilnehmer aufgeführt.

## Ergebnis
Im Männerwettkampf gab es einen deutschen Doppelsieg, auf den nachfolgenden Rängen platzierten sich ein Russe, ein weiterer Deutscher und wieder ein Russe. Bei den Junioren siegte ein russischer Zehnkämpfer vor einem Franzosen, zwei Deutschen und einem weiteren Russen. Die Teilwertung der beiden Männervertretungen gewann Deutschland mit 38.147 Punkte vor Russland (37.272 Punkte). Frankreich erreichte als Dritter 36.691 Punkte, die Schweiz als Vierter 34.807 Punkte.
Bei den Frauen und Juniorinnen präsentierte sich das deutsche Team in den Einzelwertungen noch ein wenig besser.
In der Frauenwertung gab es ebenfalls einen deutschen Doppelerfolg. Zwei Russinnen belegten die Ränge drei und vier vor einer weiteren deutschen Vertreterin. Die Juniorinneneinzelwertung gewann eine deutsche Nachwuchsathletin vor zwei Russinnen, einer weiteren Deutschen und einer weiteren Russin. Die deutschen Frauen und U-21Juniorinnen gewannen ihre Teilwertung mit 29.593 Punkten. Dahinter gab es die identische Reihenfolge wie bei den Männern: Russland Zweiter mit 28.857 Punkten, Frankreich Dritter (26.499 Punkte), Schweiz Vierter (25.323 Punkte).
Im Länderkampf kam der Sieger Deutschland auf 67.740 Punkte. Die Abstände dahinter waren deutlich. Russland wurde mit einem Rückstand von 1610 Punkten Zweiter. Frankreich lag als Dritter weitere 2940 Punkte zurück. Die Schweiz folgte mit weiteren 3060 Punkten Rückstand auf Rang vier.

## Legende
Kurze Übersicht zur Bedeutung der Symbolik – so üblicherweise auch in sonstigen Veröffentlichungen verwendet:
| DNF | nicht im Ziel (did not finish)                               |
| DNS | nicht am Start (did not start)                               |
| w   | Rückenwindunterstützung über dem erlaubten Limit von 2,0 m/s |

## Resultat Männer und U21-Junioren

### Teilwertung
| Platz | Land        | Punkte |
| ----- | ----------- | ------ |
| 1     | Deutschland | 38.147 |
| 2     | Russland    | 37.272 |
| 3     | Frankreich  | 36.691 |
| 4     | Schweiz     | 34.807 |

### Zehnkampf Männer
| Platz | Name                     | Nation | Punkte | 100 m     | Weit- sprung | Kugel- stoßen | Hoch- sprung | 400 m   | 110 m Hürden | Diskus- wurf | Stabhoch- sprung | Speer- wurf | 1500 m      |
| ----- | ------------------------ | ------ | ------ | --------- | ------------ | ------------- | ------------ | ------- | ------------ | ------------ | ---------------- | ----------- | ----------- |
| 1     | Dirk-Achim Pajonk        | GER    | 7942   | 10,80 s w | 7,58 m w     | 14,08 m       | 1,98 m       | 48,46 s | 14,64 s      | 36,28 m      | 4,50 m           | 54,18 m     | 4:24,40 min |
| 2     | Stefan Schmid            | GER    | 7812   | 10,80 s w | 7,25 m w     | 12,93 m       | 1,92 m       | 48,86 s | 14,90 s      | 37,80 m      | 4,70 m           | 66,82 m     | 4:47,82 min |
| 3     | Igor Mazanow             | RUS    | 7719   | 11,10 s w | 7,35 m w     | 14,91 m       | 1,92 m       | 51,15 s | 14,62 s      | 41,64 m      | 4,80 m           | 51,60 m     | 4:44,68 min |
| 4     | Norbert Lampe            | GER    | 7591   | 10,78 s w | 7,16 m w     | 13,10 m       | 1,86 m       | 50,24 s | 15,32 s      | 45,00 m      | 4,50 m           | 56,36 m     | 4:44,68 min |
| 5     | Roman Miroschischenko    | RUS    | 7465   | 11,00 s w | 7,26 m w     | 12,67 m       | 2,04 m       | 54,02 s | 15,08 s      | 39,32 m      | 4,90 m           | 50,86 m     | 4:42,74 min |
| 6     | Jean-Bernard Royer       | FRA    | 7321   | 11,28 s00 | 6,70 m00     | 12,85 m       | 1,95 m       | 50,96 s | 14,66 s      | 37,46 m      | 4,50 m           | 55,50 m     | 4:48,52 min |
| 7     | René Schmidheiny         | SUI    | 7196   | 11,60 s w | 6,89 m00     | 14,68 m       | 1,86 m       | 52,12 s | 15,66 s      | 45,24 m      | 4,00 m           | 64,42 m     | 5:03,18 min |
| 8     | Franck Chaulvet          | FRA    | 7185   | 11,10 s w | 6,87 m w     | 13,94 m       | 1,92 m       | 51,86 s | 15,46 s      | 40,74 m      | 4,40 m           | 46,62 m     | 4:45,68 min |
| 9     | Hans-Christian Gröninger | GER    | 7184   | 11,10 s w | 6,87 m w     | 13,94 m       | 1,92 m       | 51,84 s | 15,46 s      | 40,74 m      | 4,40 m           | 52,22 m     | 5:02,28 min |

### Zehnkampf U21-Junioren
| Platz | Name             | Nation | Punkte | 100 m     | Weit- sprung | Kugel- stoßen | Hoch- sprung | 400 m   | 110 m Hürden | Diskus- wurf | Stabhoch- sprung | Speer- wurf | 1500 m      |
| ----- | ---------------- | ------ | ------ | --------- | ------------ | ------------- | ------------ | ------- | ------------ | ------------ | ---------------- | ----------- | ----------- |
| 1     | Witali Kolpakow  | RUS    | 7902   | 11,14 s00 | 7,35 m       | 14,56 m       | 2,10 m       | 50,52 s | 14,68 s      | 45,28 m      | 4,60 m           | 56,36 m     | 4:51,96 min |
| 2     | Sebastien Levicq | FRA    | 7725   | 11,22 s00 | 7,02 m       | 13,24 m       | 2,03 m       | 52,56 s | 15,04 s      | 39,48 m      | 5,00 m           | 64,34 m     | 4:34,30 min |
| 3     | Wladimir Wedin   | RUS    | 7706   | 10,88 s w | 7,27 m       | 13,56 m       | 1,92 m       | 49,96 s | 14,82 s      | 41,04 m      | 4,20 m           | 64,52 m     | 4:43,88 min |
| 4     | Thomas Görz      | GER    | 7430   | 11,36 s00 | 7,50 m       | 14,66 m       | 1,80 m       | 49,52 s | 16,20 s      | 42,96 m      | 4,30 m           | 53,04 m     | 4:35,44 min |
| 5     | Mike Maczey      | GER    | 7372   | 11,14 s w | 6,97 m       | 13,18 m       | 2,01 m       | 50,80 s | 14,96 s      | 35,32 m      | 4,00 m           | 57,52 m     | 4:33,20 min |
| 6     | Pierre Salamand  | FRA    | 7363   | 11,10 s w | 6,94 m       | 13,05 m       | 1,86 m       | 49,62 s | 14,92 s      | 45,80 m      | 4,00 m           | 57,32 m     | 4:55,12 min |
| 7     | Alexander Dimow  | RUS    | 7169   | 11,10 s w | 7,19 m       | 13,43 m       | 1,92 m       | 51,12 s | 16,30 s      | 40,28 m      | 4,50 m           | 42,94 m     | 4:41,28 min |
| 8     | Markus Ritzinger | SUI    | 7145   | 11,26 s00 | 6,93 m       | 13,10 m       | 1,92 m       | 50,96 s | 14,90 s      | 39,62 m      | 4,40 m           | 51,12 m     | 4:44,88 min |
| 9     | Markus Hold      | GER    | 7068   | 11,14 s w | 7,29 m       | 12,28 m       | 1,95 m       | 50,76 s | 14,74 s      | 30,20 m      | 4,20 m           | 51,12 m     | 4:58,80 min |

## Resultate Frauen und U21-Juniorinnen

### Teilwertung
| Platz | Land        | Punkte |
| ----- | ----------- | ------ |
| 1     | Deutschland | 29.593 |
| 2     | Russland    | 28.857 |
| 3     | Frankreich  | 26.499 |
| 4     | Schweiz     | 25.323 |

### Siebenkampf Frauen
| Platz | Name              | Nation | Punkte | 100 m Hürden | Hoch- sprung | Kugel- stoßen | 200 m   | Weit- sprung | Speer- wurf | 800 m       |
| ----- | ----------------- | ------ | ------ | ------------ | ------------ | ------------- | ------- | ------------ | ----------- | ----------- |
| 01    | Mona Steigauf     | GER    | 6107   | 13,40 s w    | 1,84 m       | 11,15 m       | 24,52 s | 6,23 m00     | 39,82 m     | 2:15,08 min |
| 02    | Birgit Gautzsch   | GER    | 6007   | 13,62 s w    | 1,78 m       | 12,29 m       | 24,52 s | 6,10 m w     | 41,40 m     | 2:16,40 min |
| 03    | Irina Wostrikowa  | RUS    | 5892   | 14,06 s w    | 1,81 m       | 13,57 m       | 26,30 s | 5,97 m w     | 42,08 m     | 2:18,22 min |
| 04    | Larissa Tarassiuk | RUS    | 5745   | 14,44 s w    | 1,69 m       | 13,71 m       | 24,28 s | 6,09 m w     | 39,82 m     | 2:21,10 min |
| 05    | Ute Niendorf      | GER    | 5734   | 14,42 s w    | 1,72 m       | 12,92 m       | 25,70 s | 6,11 m w     | 40,72 m     | 2:19,90 min |
| 06    | Larissa Teteriuk  | RUS    | 5725   | 14,54 s w    | 1,60 m       | 13,78 m       | 26,10 s | 5,89 m w     | 49,08 m     | 2:17,26 min |
| 07    | Sonia Del Prete   | FRA    | 5658   | 14,22 s w    | 1,72 m       | 11,99 m       | 25,54 s | 5,93 m00     | 40,14 m     | 2:19,06 min |
| 000…  |                   |        |        |              |              |               |         |              |             |             |
| 11    | Anke Straschewski | GER    | 5469   | 14,44 s w    | 1,96 m       | 13,24 m       | 26,94 s | 5,74 m w     | 42,72 m     | 2:21,94 min |

### Siebenkampf U21-Juniorinnen
| Platz | Name                 | Nation | Punkte | 100 m Hürden | Hoch- sprung | Kugel- stoßen | 200 m     | Weit- sprung | Speer- wurf | 800 m       |
| ----- | -------------------- | ------ | ------ | ------------ | ------------ | ------------- | --------- | ------------ | ----------- | ----------- |
| 1     | Beatrice Mau         | GER    | 6217   | 13,90 s w    | 1,75 m       | 13,07 m       | 24,80 s w | 6,14 m00     | 52,20 m     | 2:16,28 min |
| 2     | Jiulia Gridnewa      | RUS    | 5827   | 14,72 s w    | 1,72 m       | 13,57 m       | 25,30 s w | 6,12 m w     | 44,14 m     | 2:20,94 min |
| 3     | Schanna Budilowskaja | RUS    | 5668   | 14,66 s w    | 1,72 m       | 11,27 m       | 25,40 s w | 6,07 m00     | 43,90 m     | 2:19,80 min |
| 4     | Silke Knut           | GER    | 5528   | 14,18 s w    | 1,66 m       | 11,88 m       | 25,94 s w | 6,02 m00     | 42,54 m     | 2:26,18 min |
| 5     | Natalia Toropschina  | RUS    | 5456   | 14,28 s w    | 1,66 m       | 12,71 m       | 26,56 s00 | 5,48 m00     | 42,16 m     | 2:20,12 min |
| 6     | Valérie Deshayes     | FRA    | 5310   | 14,18 s w    | 1,78 m       | 10,58 m       | 24,58 s w | 5,45 m00     | 26,72 m     | 2:21,00 min |
| 7     | Véronique Villefyot  | FRA    | 5050   | 14,80 s w    | 1,57 m       | 10,22 m       | 26,32 s w | 5,28 m w     | 43,42 m     | 2:21,90 min |
| 8     | Claudia Weber        | SUI    | 4788   | 14,40 s w    | 1,51 m       | 09,49 m       | 25,80 s00 | 5,37 m w     | 36,88 m     | 2:33,35 min |
| 000…  |                      |        |        |              |              |               |           |              |             |             |
| DNF   | Bianka Pietz         | GER    | 4165   | 14,28 s w    | 1,54 m       | 12,50 m       | 26,16 s00 | 4,94 m00     | 37,22 m     | DNS         |